# Capasa wittei
Capasa wittei là một loài bướm đêm trong họ Geometridae.